# Abubakr Barry
Abubakr Barry (* 2. Juli 2000 in Banjul) ist ein gambischer Fußballspieler.

## Karriere

### Verein
Barry begann seine Karriere beim Superstars Academy FC. Zur Saison 2018/19 wurde er nach Israel an die U-19 von Maccabi Haifa verliehen. Zur Saison 2019/20 wurde er an den Zweitligisten Hapoel Nof HaGalil weiterverliehen. Für Nof HaGalil absolvierte er sieben Partien in der Liga Leumit, in denen er ein Tor erzielte. Zur Saison 2020/21 folgte die nächste Leihe, diesmal ging es zu Zweitligist Hapoel Kfar Shalem. Für Kfar Shalem kam er zu 24 Einsätzen in der Liga Leumit, aus der er mit dem Team als Schlusslicht jedoch abstieg.
Zur Saison 2021/22 wurde Barry an Hapoel Ironi HaScharon weiterverliehen. Für Ironi HaScharon kam er zu 30 Zweitligaeinsätzen, in denen er dreimal traf. Zur Saison 2022/23 folgte die fünfte Leihe, diesmal ging es für den Mittelfeldspieler zu Hapoel Kfar Saba. Für Kfar Saba absolvierte er 31 Zweitligaspiele. Zur Saison 2023/24 wurde er an Bne Jehuda Tel Aviv weiterverliehen. Für Bne Jehuda erzielte er neun Tore in 32 Zweitligaeinsätzen.
Zur Saison 2024/25 endete für Barry die Leih-Odyssee nach sechs Jahren, er wechselte zum österreichischen Bundesligisten FK Austria Wien. Sein Debüt für die Austria gab er im Juli 2024 in der Qualifikation zur UEFA Conference League gegen Tampereen Ilves.

### Nationalmannschaft
Barry debütierte im November 2024 in der Qualifikation zum Afrika-Cup gegen die Komoren für die gambische Nationalmannschaft.